# Henry Winfield Watson

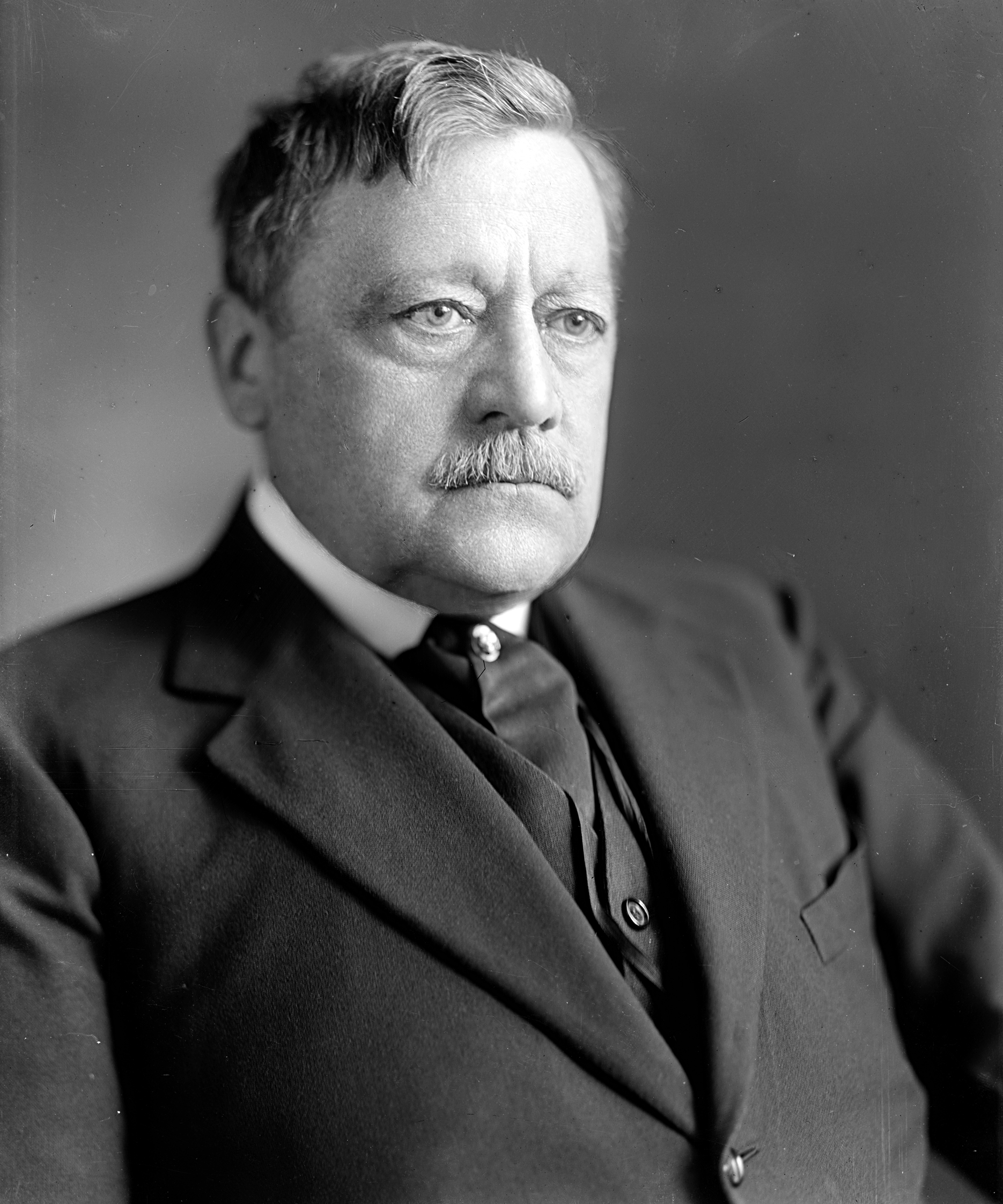
Henry Winfield Watson

Henry Winfield Watson (* 24. Juni 1856 in Langhorne, Bucks County, Pennsylvania; † 27. August 1933 ebenda) war ein US-amerikanischer Politiker. Zwischen 1915 und 1933 vertrat er den Bundesstaat Pennsylvania im US-Repräsentantenhaus.

## Werdegang
Henry Watson besuchte private Schulen. Nach einem anschließenden Jurastudium und seiner 1881 erfolgten Zulassung als Rechtsanwalt begann er in Philadelphia in diesem Beruf zu arbeiten. Er engagierte sich auch in anderen Branchen und wurde später Präsident der Washington, Potomac & Chesapeake Railway Co. Außerdem war er Direktor bei verschiedenen Banken und bei der Langhorne Water Co. Gleichzeitig schlug er als Mitglied der Republikanischen Partei eine politische Laufbahn ein.
Bei den Kongresswahlen des Jahres 1914 wurde Watson im achten Wahlbezirk von Pennsylvania in das US-Repräsentantenhaus in Washington, D.C. gewählt, wo er am 4. März 1915 die Nachfolge des Demokraten Robert Edward Difenderfer antrat. Nach neun Wiederwahlen konnte er bis zu seinem Tod am 27. August 1933 im Kongress verbleiben. In diese Zeit fielen unter anderem der Erste Weltkrieg und die Weltwirtschaftskrise. In den Jahren 1919 und 1920 wurden der 18. und der 19. Verfassungszusatz ratifiziert. Seit 1923 vertrat Henry Watson den neunten Distrikt seines Staates.